# Brandon Mychal Smith
Brandon Mychal Smith, ameriški filmski in televizijski igralec ter pevec, * 29. maj 1989, Long Island, New York, Združene države Amerike.

## Zgodnje in zasebno življenje
Brandon Mychal Smith se je rodil 29. maja 1989 v Long Islandu, New York, Združene države Amerike. Ima mlajšo sestro Kimberly, s katero si je še danes zelo blizu, dobro pa se razume tudi s starši. Je navdušen rolkar.

## Kariera
Brandon Mychal Smith je s svojo igralsko kariero začel v reklamah pri osmih letih, ena izmed prvih je bila za firmo Nike, ki jo je posnel skupaj s Tigerjem Woodsom.
Leta 1999 je igral v filmu Ona je prava, leta 2002 v televizijski seriji The District, leta 2003 pa v filmu Štirje deskarji.
Leta 2004 se je pojavil v televizijski seriji Unfabulous, leta 2005 v televizijskih serijah That's so Raven, The Shield in Phil of the Future, odšel pa je tudi na avdicijo za vlogo Chrisa v televizijski seriji Vsi sovražijo Chrisa (na koncu ga je premagal Tyler James Williams), leta 2006 pa v televizijskih serijah Luckie Lou, Bones, All of Us in Brez sledu ter v filmih The Ron Clark Story, Tolpa z igrišča in Weapons.
Leta 2009 je dobil vlogo Nica Harrysa v televizijski seriji Sonny With A Chance ob Demi Lovato, Tiffany Thornton, Sterlingu Knightu, Allisyn Ashley Arm in Dougu Brochuju, v kateri igra še danes, leta 2010 pa ga bomo lahko videli v filmu Starstuck. Igral je tudi v promociji televizijske serije, v videospotu za pesem Demi Lovato, »La La Land«.

## Filmografija

### Filmi
| Leto | Naslov              | Vloga       | Opombe                        |
| ---- | ------------------- | ----------- | ----------------------------- |
| 1999 | Ona je prava        | JV čistilec |                               |
| 2003 | Grind               | Otrok #1    |                               |
| 2006 | The Ron Clark Story | Tayshawn    | Glavna vloga                  |
| 2006 | Tolpa z igrišča     | Bug         |                               |
| 2006 | Weapons             | James       |                               |
| 2010 | Starstruck          | Stubby      | Disney Channel Original Movie |

### Televizija
| Leto | Naslov              | Vloga             | Opombe                                                                                         |
| ---- | ------------------- | ----------------- | ---------------------------------------------------------------------------------------------- |
| 2002 | The District        | Junior            | »Payback«                                                                                      |
| 2004 | Unfabulous          | Mario             | 9 epizod; 2004–2005                                                                            |
| 2005 | The Shield          | Nathan            | »The Cure«                                                                                     |
| 2005 | That's So Raven     | Razor             | »Extreme Cory«                                                                                 |
| 2005 | Phil of the Future  | Lil Danny Dawkins | 18 epizod; 2005–2006                                                                           |
| 2006 | Brez sledu          | Trevor            | »Blood Out«                                                                                    |
| 2006 | Lucky Louie         | Jason Plumbey     | »A Mugging Story«                                                                              |
| 2006 | Bones               | Otrok #1          | »The Boy in the Shroud«                                                                        |
| 2006 | All of Us           | Deke              | »Love Do Cost a Thing« »Like Father, Like Son... Like Hell!« »Crime and Maybe Some Punishment« |
| 2009 | Sonny with a Chance | Nico Harris       | Glavna vloga (2009-danes)                                                                      |

## Nagrade in nominacije
- 2006 Young Artist Award za Unfabulus (skupaj z Jordanom Callowayem, Bianco Collins, Emmo Degerstedt, Dustinom Ingramom, Malese Jow, Carterjem Jenkinsom, Emmo Roberts in Chelseo Tavares - nominiran
- 2007 Young Artist Award za The Ron Clark Story - nominiran